# 比斯多夫
比斯多尔夫是德国莱茵兰-普法尔茨州的一个市镇。总面积5.45平方公里，总人口228人，其中男性129人，女性99人（2011年12月31日），人口密度42人/平方公里。